# KV9
KV9, acrònim de l'anglès King's Valley, és una tomba egípcia de l'anomenada Vall dels Reis, situada a la riba oest del riu Nil, a l'altura de la moderna ciutat de Luxor. És un dels sepulcres que fou utilitzat per dos faraons Ramsès V i Ramsès VI amdos perteneixents a mitjans de la dinastia XX

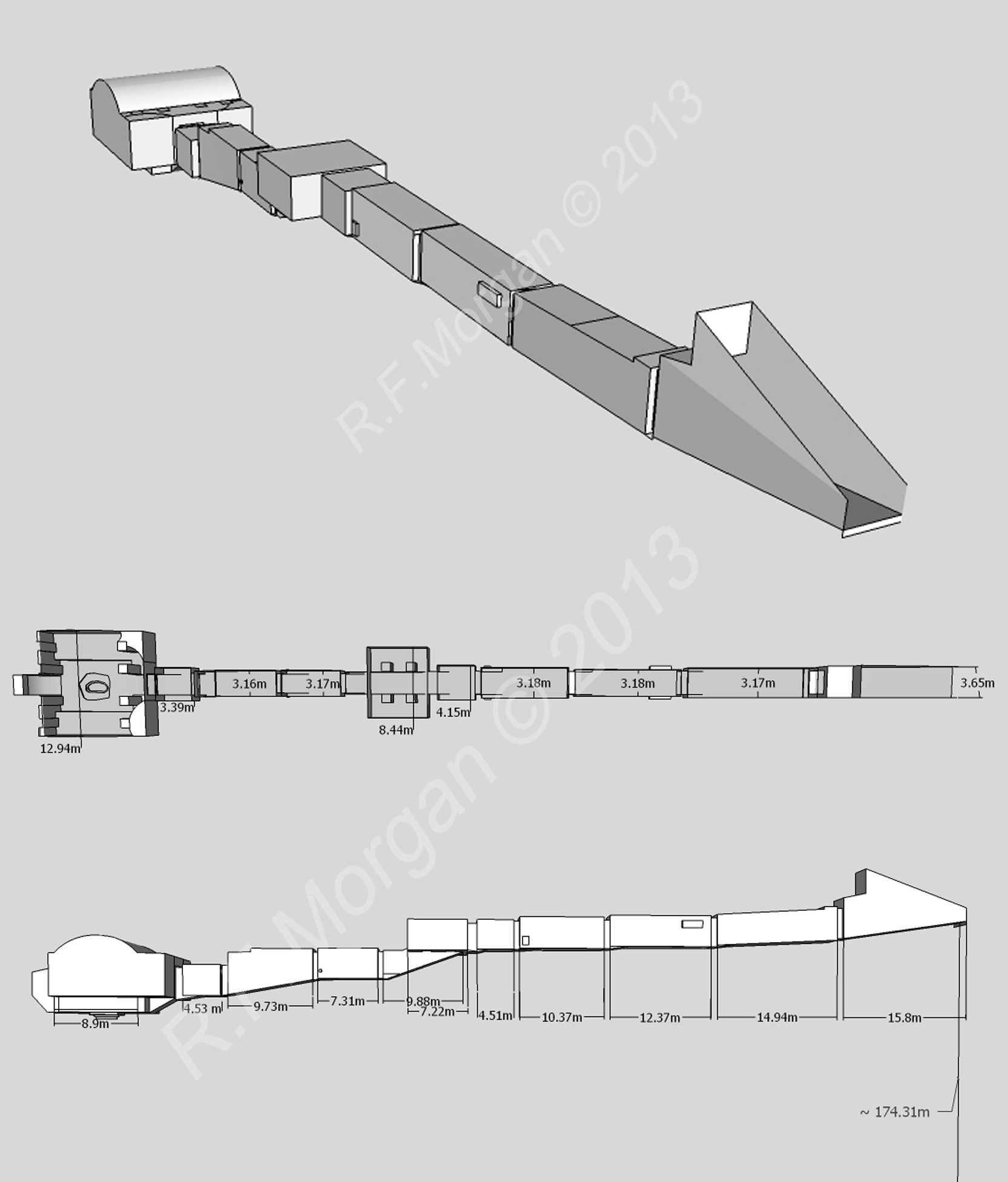
Vista isomètrica, planta i alçat de la KV9 a partir d'un model 3D

## Marc històric
El quart rei de la dinastia XX, coronat amb el nom de Usermaatra-Sejeperenra Ramsès-Amenhirjopshef-Meriamón, i conegut usualment com a Ramsès V, és poc conegut, i en els seus tot just quatre anys de regnat (de 1147-1143 aC, aproximadament) no va fer cap cosa digna de renom. Van ser anys dolents, en què Egipte va marxar a la deriva i en què la situació va seguir empitjorant. El país havia perdut ja feia temps el seu imperi, i la pobresa unida a les sequeres i a la fam van causar encara més problemes al país. La divisió del país i la manca de voluntat dels faraons no feien més que empitjorar-ho tot.
Quan Ramsés V va morir, va ser succeït pel seu oncle, un dels fills menors del gran Ramsès III. Anomenat Nebmaatra-Meriamón Ramsès-Amenhirjopshef-Neterheqaiunu, el nou Ramsès VI va governar set anys més, en els que va fer el mateix paper nul que el seu antecessor en el tron. No obstant això, sorprèn l'obstinació d'aquest faraó per declarar el seu origen i per suplantar en nombrosos monuments als anteriors reis.

## Situació de la tomba
La KV9 està situada en un lloc privilegiat, molt a prop de la part central de la Vall dels Reis, en un lloc on la roca és excel·lent i la densitat de tombes augmenta. Fins i tot es troba pràcticament en la mateixa vertical que la famosa KV62, la tomba de Tutankamon. La seva entrada està immediatament al nord de la de KV10 i està disposada gairebé paral·lelament, però més al sud, que KV8.
El disseny de la tomba és molt complet, i és dels últims sepulcres de la vall completament finalitzat, i més amb un òptim resultat. El perfil del lloc és molt simple, amb una total absència de càmeres annexes i l'eix recte que presenten totes les tombes posteriors al regnat de Ramsès II. El conjunt és el d'una tomba sense grans pretensions arquitectòniques, que va poder ser acabada sense grans problemes gràcies al fet d'haver estat començada per l'anterior monarca, sense grans presses.
Després del tradicional passadís d'entrada (A) i els tres corredors amb una escassa inclinació descendent (B, C, D), entrem en una sala en què hauria d'existir el pou funerari (I), però la construcció ja no es realitzava: la presència del pou era tan sols ritual, com a la resta de tombes de la dinastia XX. Després d'aquest especial lloc, trobem la sala dels pilars (F), amb una rampa descendent que porta a dos passadissos inferiors (G, H) i l'avantcambra (I). Finalment, arribem a la cambra sepulcral (J), no gaire gran, que comunica amb una petita càmera (K) potser destinada a albergar els vasos canopis. Com es pot veure per la descripció, la planta de KV9 representa a la perfecció el model estàndard de la planta d'una tomba real ramèssida.

## Decoració
La tomba de Ramsès VI pot presumir de ser una de les millors conservades dins de la Vall dels Reis. Malgrat haver patit alguna inundació, l'estat de les seves pintures és bo, i els frescos i la mateixa estructura del lloc no han estat seriosament danyades. No obstant això, la qualitat del treball dels constructors de tombes no és tan bona com la d'altres sepulcres, i la seva bellesa està lluny d'emular l'aconseguida anys enrere.
El programa decoratiu és una mica diferent a l'usat pels monarques anteriors i inclou per primera vegada el text funerari de l'Imperi Nou més tardà en les seves parets: el Llibre de la Terra. A més, es nota una particular preponderància del déu Ra en lloc de l'habitual Osiris.
* L'entrada no té decoració, la porta al passadís B inclou l'esperat disc solar alat flanquejat de les deesses Isis i Neftis. S'observa que els cartutxos de Ramsès V van ser esborrats i substituïts pels de Ramsès VI.
* El corredor B mostra parts del Llibre de les Cavernes i del Llibre de les Portes, així com escenes astronòmiques al sostre. A cada costat apareix una figura de Ramsès V al costat de Ra-Horajti i Osiris, però la de l'esquerra va ser usurpada per Ramsès VI. En el següent corredor, C, continuen els mateixos texts funeraris que a B, però en aquest lloc la totalitat de mencions a Ramsés V han estat substituïdes per Ramsés VI. En l'últim dels passadissos superiors, D, se segueixen els texts dels anteriors corredors, encara que inclou fragments del Llibre dels Cels, amb les corresponents imatges de la deessa Nut.
* L'habitació del pou (I) està íntegrament cobert d'escenes dels llibres abans utilitzats, els de les Portes, les Cavernes i Cel. Igual que en els passadissos abans descrits, les pintures han estat danyades per una inundació, però són perfectament llegibles, i el seu estat de conservació no és tan dolent com el d'altres tombes que van patir el mateix succés.
* A partir de la càmera de pilars la decoració data ja del regnat de Ramsès VI, i no torna a haver rastre d'usurpació a l'anterior rei. Cal suposar, doncs, que la mort va sorprendre a Ramsès V quan la tomba havia estat excavada i decorada fins al pou. El seu successor la usurparia llavors, i decoraria la sala de pilars (de modestes dimensions, amb només quatre columnes) amb els tres texts funeraris abans emprats, i representacions seves acompanyat dels déus Ra-Horajti, Amón-ra, Ptah, Jonsu, Meretseger i Toth. També apareix la divinitat triple de caràcter funerari, Ptah-Sokaris-Osiris.
* El primer passadís inferior (G) mostra a les parets imatges del Llibre de l'Amduat, concretament de les hores primera, segona, tercera, sisena, setena i vuitena del recorregut nocturn de la barca solar. En el text es continua l'exposició del Llibre dels Cels. El següent passadís (H) manté la mateixa decoració, tot i que recorre a les hores quarta, cinquena, vuitena i onzena de l'Amduat.
* L'entrada a l'avantcambra (la sala I) mostra unes escenes molt estranyes que no es presenten en cap altra tomba. Un disc solar envoltat per quatre enemics que veuen atacats per serps provinents de l'astre rei, o la figura d'un home que té serps en lloc de cames i un sol en lloc del cap. S'ha pensat que podria tractar-se d'un esperit o una deïtat protectora, però res més se sap sobre aquesta sorprenent figura.
* La avantcambra pròpiament dita té inscrites nombroses advocacions del Llibre dels Morts, així com alguna representació de Ramsès VI a la barca solar. Hi ha un bell himne a la deessa Maat i escenes de la resurrecció d'Osiris.
* La càmera sepulcral, com era d'esperar, és l'estada amb la decoració més profusa i bella de tota la tomba. Mentre que el sostre està decorat per la deessa Nut i part del Llibre del cel, les parets estan plenes del fins llavors inèdit Llibre de la Terra, així com del difunt monarca acompanyat dels déus Amon-Ra, Ptah, Anubis, Meretseger, Maat i Ptah-Sokaris-Osiris. A la cambra K veïna a la cripta hi ha un petit fragment del Llibre de les Portes, i representacions del difunt i de Nut sostenint la barca solar.
* Hi ha prop de mil grafits en total, sumant totes les habitacions i passadissos de la tomba, la qual cosa indica que va estar completament oberta durant molts segles. S'han trobat, a més de les freqüents firmes en llengües demòtica, grega, llatina i copta, també apareixen dialectes de turistes mil·lenaris provinents d'Anatòlia i Fenícia.

## Les mòmies dels faraons
No hi ha cap resta que indiqui la presència de Ramsès V en la tomba KV9, ni tampoc sembla que hi hagués espai per a dos grans sarcòfags, el que podria indicar que el monarca va ser enterrat en un altre lloc encara per determinar i que Ramsès VI ocuparia al seu aire la tomba que en un principi no estava destinada a ell. L'escàs coneixement que tenim dels seus regnats fa impossible saber del cert si hi va haver disputes familiars que provoquessin que el sisè dels Ramsès anul·lés la memòria del seu antecessor o simplement fos un oportunista, però és improbable que el record de Ramsès V fos perseguit, ja que segueix havent en la mateixa tomba alguna representació seva. Així, no cal més que dir que, amb tota certesa, Ramsès VI si va ser enterrat en el lloc, però del seu nebot i legítim propietari no se sap.
Sigui com sigui, i gràcies a la previsió dels reis-sacerdots de la dinastia XXI, han arribat a les nostres mans les mòmies de Ramsès V i VI, ambdues trobades en l'amagatall de KV35, la tomba d'Amenhotep II. Mentre que el primer està en un envejable estat de conservació, el segon ha semblat patir molt a les mans dels lladres i durant el seu trasllat.
L'estudi de la mòmia de Ramsès V certifica que el monarca va morir al voltant dels trenta anys, encara que les causes de la mort no estan molt clares. D'una banda, l'anàlisi de la pell sembla dir-nos que va patir de verola, però també és possible que morís a causes de la pesta bubònica. Si això no fos poc, el faraó patia d'hèrnia inguinal i el que és pitjor, s'ha trobat un forat al cap que sembla haver estat realitzat poc abans de morir. Un assassinat o una trepanació per calmar els dolors al desgraciat monarca? No queda gens clar, però analitzant amb cura la mòmia es poden trobar fins a tres possibles causes de la seva mort.
Quant a Ramsés VI, el seu cos està més castigat. L'avantbraç i el canell drets estan estripats. Ossos del maluc van ser trobats a l'altura del coll, i si aquest desordre no fos poc, també es va trobar entre els embenats un braç de Seti II i de la mà d'una dona. Sense dubtes, els precipitats sacerdots en la seva tasca d'embolicar a les mòmies no es van adonar que una d'elles s'estava portant part dels seus selectes veïns. En el moment de la seva mort, el difunt semblava rondar els quaranta o cinquanta anys, però la mòmia no deixa dades massa clars sobre la causa del decés. També s'ha trobat un forat en el crani de Ramsès VI, però aquest va ser practicat post mortem, potser pels lladres.